# Перелом ребра
Перелом ребра — це перелом реберної кістки. Це зазвичай спричиняє біль в грудях, який посилюється при вдиху. На місці розриву може з'явитися синець. Коли кілька ребер зламано в кількох місцях, виникає розшарування грудної клітки. Потенційні ускладнення включають пневмоторакс, забій легенів і пневмонію.
Переломи ребер зазвичай відбуваються внаслідок прямого удару по грудній клітці, наприклад під час зіткнення автомобіля або внаслідок роздавлення. Кашель або метастатичний рак також можуть призвести до перелому ребра. Найчастіше ламаються середні ребра. Переломи першого або другого ребра частіше супроводжуються ускладненнями. Діагноз можна поставити на основі симптомів і підкріпити медичною візуалізацією.
Контроль болю є важливою частиною лікування. Це може включати використання парацетамолу (ацетамінофену), НПЗЗ або опіоїдів. Іншим варіантом може бути блокада нерва. Хоч зламані ребра можна загорнути, це може збільшити ускладнення. У тих, у кого грудна клітка розчеплена, операція може покращити результати. Вони є поширеною травмою після травми.

## Ознаки та симптоми
Це зазвичай призводить до болю в грудях, який посилюється при вдиху. На місці розриву може з'явитися синець.

### Ускладнення
Коли кілька ребер зламано в кількох місцях, виникає розшарування грудної клітки. Потенційні ускладнення включають пневмоторакс, забій легенів і пневмонію.

## Причини
Переломи ребер можуть виникнути з при безпосередній травмі або без неї, під час рекреаційної діяльності. Відомо, що серцево-легенева реанімація (СЛР) також спричиняє травми грудної клітини, включно з переломами ребер і грудини, але не обмежуючись лише ними. Вони також можуть виникати як наслідок таких захворювань, як рак або ревматоїдний артрит. У той час як для людей похилого віку падіння може спричинити перелом ребра, для дорослих — автомобільні аварії є частою причиною такої травми.

## Діагностика
Ознаки зламаного ребра можуть включати:
- Біль при вдиху
- Набряк у ділянці грудей
- Синець в ділянці грудей
- Наростаюча задишка
- Кашель з кров'ю (поломані ребра можуть пошкоджувати легені)

Звичайне рентгенівське дослідження часто виявляє переломи зі зміщенням, але часто пропускає переломи без зміщення. Комп'ютерна томографія, як правило, дозволяє виявити обидва типи переломів.

Оскільки діти мають більш гнучкі стінки грудної клітини, ніж дорослі, їхні ребра частіше згинаються, ніж ламаються; тому наявність переломів ребер у дітей свідчить про значну кількість сили і може вказувати на серйозні травми грудної клітки, такі як забій легенів. Переломи ребер також є ознакою більш серйозної травми у літніх людей.

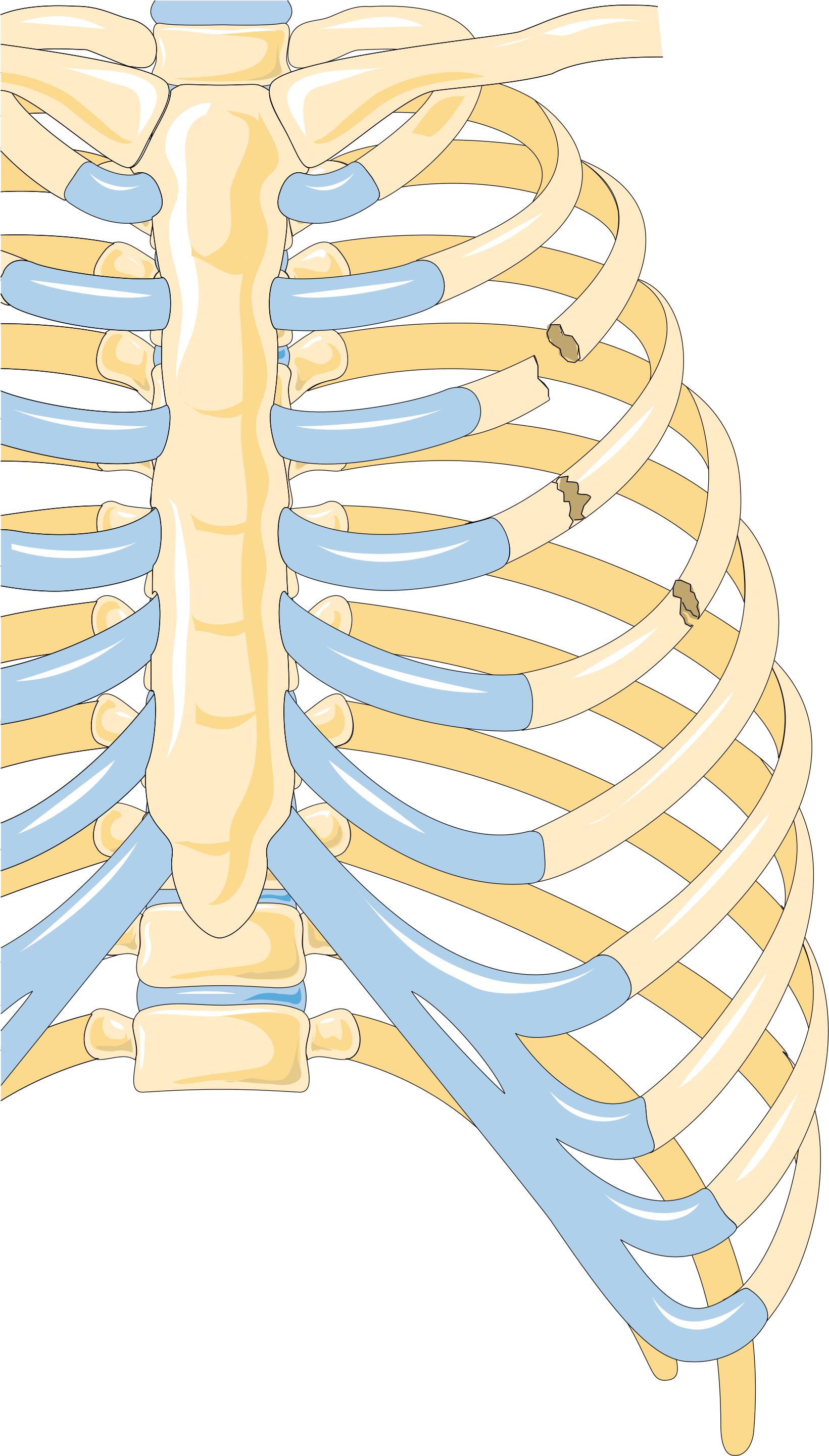
Ілюстрація, на якій показано перелом III-го, IV-го та V-го ребер.
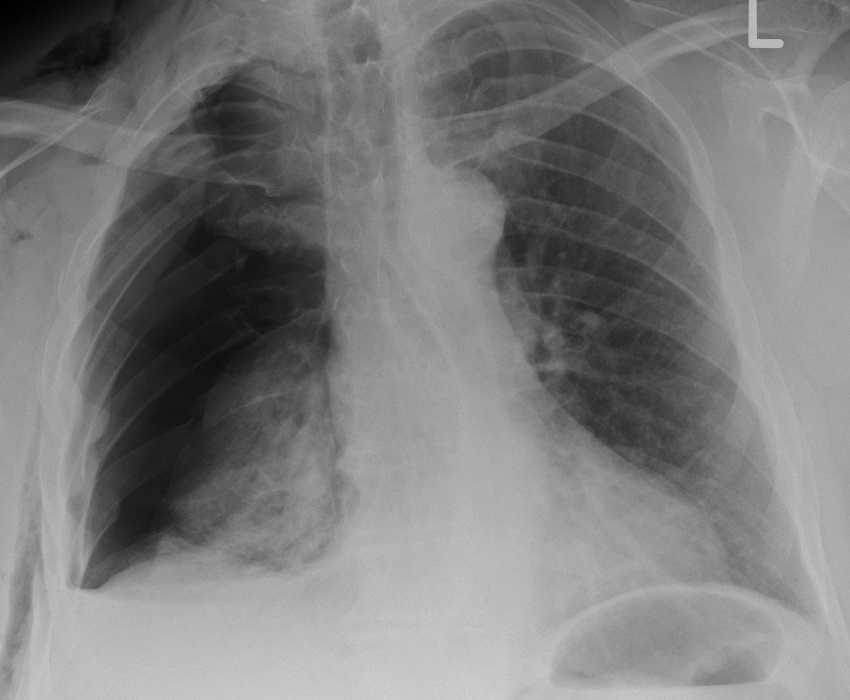
Правобічний пневмоторакс і переломи ребер
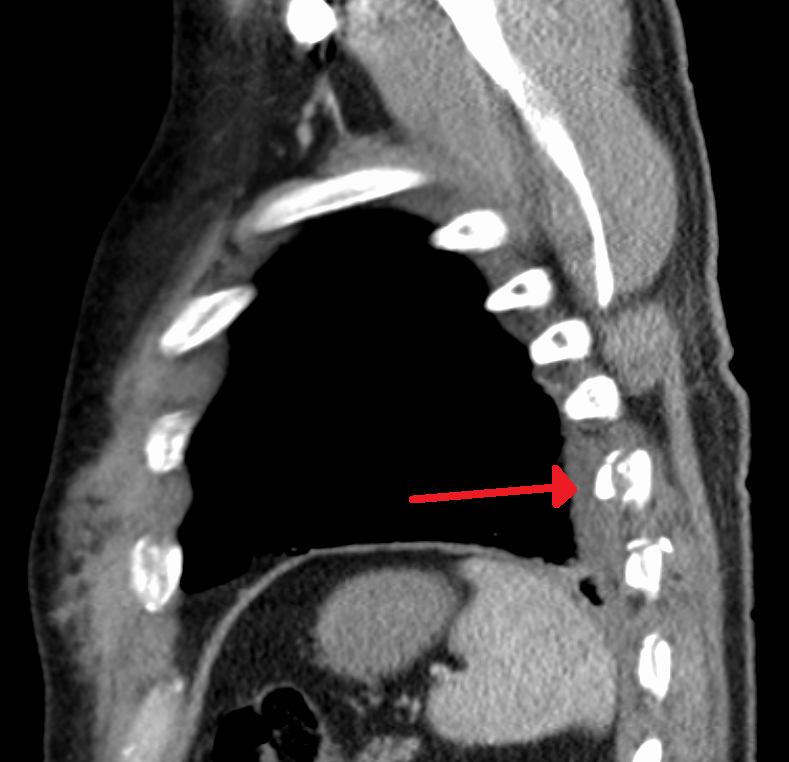
Два зламаних ребра, як видно на парасагітальній КТ

## Лікування
Специфічного лікування переломів ребер не існує, але можна застосувати різні підтримувальні заходи. При простих переломах ребер біль може призвести до обмеження рухів і придушення кашлю; це може сприяти утворенню вторинної інфекції грудної клітки. Поранення грудної клітки є потенційно небезпечним для життя і часто потребує допоміжної вентиляції легень. Переломи грудної клітки та першого ребра є високоенергетичними ушкодженнями, тому слід негайно дослідити пошкодження внутрішніх органів (наприклад, забій легені) або віддалено (наприклад, травма шийного відділу хребта). Спонтанні переломи у спортсменів, як правило, вимагають усунення причини, наприклад, перерви у веслуванні, при збереженні серцево-судинної форми. 

### Нервові блоки
Нервові блокади, які можуть бути використані для полегшення болю та зменшення респіраторних ускладнень, пов'язаних із переломами ребер. До них відносяться ромбоподібна міжреберна блокада, епідуральна анестезія, паравертебральна блокада, блокада площини випрямляча хребта та блокада передньої площини зубчастого м'яза. Існує дуже мало доказів на підтримку використання однієї нервової блокади замість іншої на основі анальгезії чи безпеки.

### Хірургія
Варіанти лікування внутрішньої фіксації/відновлення переломів ребер включають:
- Пластини/розпірки Judet та/або Sanchez — це металева пластина зі смужками, які згинаються навколо ребра, а потім додатково закріплюються швами.[24]
- На ринку є різні спеціальні системи фіксації ребер. У них є два варіанти: металева пластина з попереднім контуром, яка використовує гвинти для кріплення пластини до ребра; та/або інтрамедулярну шину, яка тунельно вставлена в ребро та закріплена установчим гвинтом.[25]
- Передні фіксувальні пластини — це металеві пластини, які мають отвори для гвинтів по всій пластині. Пластина розташовується над ребром і вкручується в кістку в потрібному положенні. Пластини можна зігнути відповідно до контуру розрізу.[26]
- U-подібні пластини також можна використовувати, оскільки вони кріпляться до верхньої сторони ребер за допомогою стопорних гвинтів.[27]